# آنخل د آندرس لوپس
آنخل دی آندرس لوپز (اسپانیایی: Ángel de Andrés López‎؛ ‏ ۲۳ اکتبر ۱۹۵۱ – ۴ مهٔ ۲۰۱۶) بازیگر اهل اسپانیا بود. وی بین سال‌های ۱۹۷۷ تا ۲۰۱۵ میلادی فعالیت می‌کرد.
از فیلم‌ها یا برنامه‌های تلویزیونی که وی در آن نقش داشته است، می‌توان به کارلوس، پادشاه امپراتور، کاروسل حوالی ۱۹۵۰ و تاکسی، در ستایش زنان مسن و تاپاس اشاره کرد.